# 塞西莉亚·玛丽·阿迪
塞西莉亚·玛丽·阿迪（1881年11月28日—1958年3月27日）是一位英国作家和历史学家，牛津大学教授，专攻義大利文藝復興，主要作品有《洛伦佐·德·美第奇与意大利文艺复兴》（Lorenzo Dei Medici and Renaissance Italy，1955年）等。